# Évêque constitutionnel

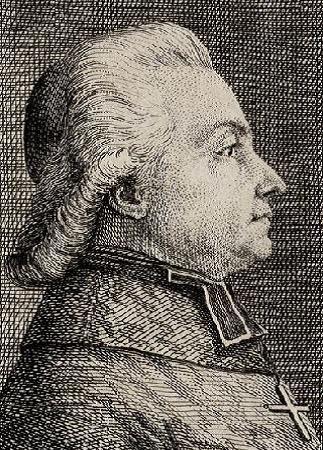
Jean-Baptiste Royer (député à la Convention nationale et au Conseil des Cinq-Cents, évêque constitutionnel de l'Ain puis de la Seine).

En France, un évêque constitutionnel est un évêque membre de l'Église constitutionnelle entre 1790 et 1801, et ayant à ce titre prêté l'un des serments exigés. Le plus souvent, il est titulaire d'un des diocèses créés par la  Constitution civile du clergé. Dans quelques rares cas, il est évêque coadjuteur ou évêque auxiliaire, ou joue un simple rôle dans les sacres épiscopaux.

## Organisation
Sur les 133 évêques français encore vivants au 1er janvier 1791, 129 refusent de prêter le serment. La Constitution civile du clergé prévoit de maintenir 83 évêchés. À leur tête sont placés les quatre évêques ayant prêté serment et maintenus en place, 55 curés, six chanoines, cinq professeurs, treize religieux réguliers et deux ecclésiastiques sans fonction particulière. Les nouveaux évêchés sont répartis entre dix métropoles : la métropole de Paris (sept départements), la métropole du Centre (huit départements), la métropole du Nord-Ouest (huit départements), la métropole des Côtes de la Manche (huit départements), la métropole du Nord-Est (sept départements), la métropole de l'Est (huit départements), la métropole du Sud-Est (huit départements), la métropole des Côtes de la Méditerranée (neuf départements), la métropole du Sud (huit départements) et la métropole du Sud-Ouest (dix départements), auxquelles s'ajoutent les sièges dits « coloniaux ».
L'Assemblée prévoit également l'établissement de quatre évêchés à Saint-Domingue (aujourd'hui Haïti et la république Dominicaine) : le Nord (Le Cap), l'Ouest (Port-Liberté), le Sud et Samana. D'autres évêchés sont prévus à la Guadeloupe, la Martinique, Sainte-Lucie, Cayenne, l'Isle de France, La Réunion (ex Bourbon) et dans les possessions françaises d'Asie. Les évêchés des Indes occidentales françaises sont placés sous l'autorité de la « Métropole de Saint-Domingue » et ceux des Indes Orientales sous celle de l'évêché de Rennes. Enfin, les établissements africains, c'est-à-dire Gorée et le Sénégal, sont placés sous l'autorité de l'évêque de Nantes. De facto, seuls deux sièges épiscopaux seront pourvus : celui de Cayenne et le « Département du Sud » de l'Île de Saint-Domingue avec l'évêché des Cayes. Lors du Concile national de Paris en 1797, deux autres évêques sont élus pour Saint-Domingue : l'un, Antoine Capelle, pour le diocèse Nord (Le Cap) et l'autre, Jean-Remacle Lissoir, pour Samama, mais ils ne furent jamais sacrés.

## Évêques
Un évêque constitutionnel issu du clergé catholique français sous l'Ancien Régime, est considéré comme schismatique par le Saint-Siège en tant que membre de l'Église constitutionnelle. Il n'est pas successeur des anciens évêques du même lieu, ni prédécesseur des évêques concordataires. Il est appelé « intrus » par le clergé et les chrétiens restés fidèles aux anciens évêques nommés et institués selon les règles canoniques.
Les évêques constitutionnels sont souvent des prêtres ayant des idées gallicanes et partisans, plus ou moins modérés, de la Révolution française dans sa première phase. Ils sont élus par le même corps électoral que les députés de la future Assemblée législative. L'intitulé de leur évêché n'est pas « évêque de » suivi du nom de la ville épiscopale (par exemple, « évêque de Pamiers »), comme auparavant, mais ils portent le nom du département où se situe leur siège épiscopal (selon le même exemple, « évêque de l'Ariège »), à la suite de la création des diocèses dont le territoire correspond au territoire des départements créés en 1790.
Les évêques constitutionnels ont organisé à Paris, du 15 août au 12 novembre 1797 et du 29 juin au 18 août 1801, des conciles nationaux afin de marquer leur indépendance vis-à-vis du pape. Lors de la signature du concordat de 1801, le pape Pie VII et Napoléon Bonaparte demandèrent aux évêques constitutionnels comme aux évêques d'Ancien Régime restés réfractaires à la constitution civile du clergé de démissionner de leurs sièges épiscopaux, afin de procéder à de nouvelles nominations. Sur 94 évêques d'Ancien Régime, 36 refusèrent leur démission forcée : ce fut l'origine du schisme de la Petite Église. Les 50 évêques constitutionnels en poste acceptèrent finalement de démissionner, mais plusieurs refusèrent de signer des formules de rétractation, dont Henri Grégoire, évêque de Loir-et-Cher. Après leur démission, dix-huit évêques de l'Ancien Régime et douze évêques constitutionnels furent nommés évêques « concordataires », c'est-à-dire pleinement catholiques, en communion de foi et de juridiction avec le Pape, et nommés par le Premier Consul.

## Les sept évêques de l'Ancien Régime ayant prêté le serment
Sur les dix-huit archevêques et 118 évêques canoniquement installés en France avant 1790, seuls quatre ont accepté de faire partie de l'Église constitutionnelle. Trois autres évêques titulaires à l'étranger ou in partibus devinrent membre de cette Église schismatique.
Quatre évêques diocésains sont devenus évêques du nouveau siège institué dans la même ville épiscopale. Charles-Maurice de Talleyrand-Périgord, évêque d'Autun, devint évêque de Saône-et-Loire. Il fut démissionnaire dès janvier 1791. Il sacra, assisté de Gobel et de Brienne, les deux premiers prêtres constitutionnels nommés évêques et « fut par là le père de cette église schismatique et la source d'où elle tira le caractère épiscopal». Étienne-Charles de Loménie de Brienne, archevêque de Sens, cardinal de la Sainte Église Romaine, démis par le pape, devint évêque de l'Yonne. Louis de Jarente de Sénas d'Orgeval, évêque d'Orléans, devint évêque du Loiret. Charles de La Font de Savine, évêque de Viviers, devint évêque de l'Ardèche.
Jean-Baptiste Gobel, évêque auxiliaire de Bâle (évêque in partibus de Lydda), à l'étranger, devint évêque du nouveau siège de la Seine.
Pierre François Martial de Loménie de Brienne, évêque in partibus de Traïanoúpoli, devint coadjuteur de son oncle l'évêque de l'Yonne, guillotiné en 1794.
Jean-Baptiste Miroudot du Bourg, évêque de Babylone, à l'étranger, ne fut pas évêque d'un des diocèses constitutionnels, mais il prêta le serment à la Constitution civile du Clergé et prêta son concours au sacre d'évêques constitutionnels.

## Prêtres de l'Ancien Régime devenus évêques constitutionnels dont les douze évêques concordataires
Liste de prêtres et religieux divers catholiques devenus évêques constitutionnels entre 1790 et 1801 :
- Jacques-Guillaume-René-François Prudhomme de la Boussinière, évêque du Mans, démissionnaire en 1793 ;
- Mathieu Asselin, évêque du Pas-de-Calais, démissionnaire ;
- Jean-Baptiste Aubert, évêque des Bouches-du-Rhône, démissionnaire ;
- Jean-Baptiste Aubry, évêque de la Meuse, démissionnaire ;
- Yves Marie Audrein, évêque du Finistère, assassiné ;
- Jean-Julien Avoine, évêque de Seine-et-Oise, mort en 1793 ;
- Paul-Benoît Barthe, évêque du Gers, démissionnaire ;
- Guillaume Besaucèle, évêque de l'Aude, mort en 1801 ;
- François Bécherel, évêque de la Manche, puis évêque concordataire de Valence (Drôme) ;
- Louis Belmas, évêque de l'Aude, puis évêque concordataire de Cambrai ;
- Marc-Antoine Berdolet, évêque du Haut-Rhin, puis évêque concordataire d’Aix la Chapelle ;
- Louis Bertin, évêque du Cantal, démissionnaire ;
- Louis-Charles Bisson, évêque du Calvados, démissionnaire ;
- Jean-Baptiste Blampoix, évêque de l'Aube, démissionnaire ;
- Nicolas Bonnet, évêque d'Eure-et-Loir, mort en 1793 ;
- Antoine Bouchier, évêque de la Dordogne, mort en 1801 ;
- François-Antoine Brendel, évêque du Bas-Rhin ;
- Jean-Joseph Brival, évêque de la Corrèze, démissionnaire ;
- Antoine Butaud-Dupoux, évêque de l'Allier, démissionnaire ;
- Ignace de Cazeneuve, évêque des Hautes-Alpes ;
- André Champsaud, évêque des Basses-Alpes, démissionnaire ;
- Louis Charrier de La Roche, évêque de la Seine-Inférieure, évêque concordataire de Versailles ;
- Augustin-Jean-Charles Clément, évêque de Seine-et-Oise ;
- André Constant, évêque de Lot-et-Garonne, démissionnaire ;
- Jean Danglars, évêque du Lot, démissionnaire ;
- Claude Debertier, évêque de l'Aveyron, démissionnaire ;
- Étienne Delcher, évêque de la Haute-Loire, démissionnaire ;
- Jean-Baptiste Demandre, évêque du Doubs, démissionnaire ;
- Éléonore-Marie Desbois de Rochefort, évêque de la Somme ;
- Gabriel Deville, évêque des Pyrénées-Orientales, démissionnaire ;
- Nicolas Diot, évêque de la Marne ;
- Charles-François Dorlodot, évêque de la Mayenne ;
- Julien Jean-Baptiste Duchemin, évêque du Calvados, mort en 1799 ;
- Michel-Joseph Dufraisse, évêque du Cher, démissionnaire ;
- Jean-Baptiste Dumouchel, évêque du Gard, remplacé en 1797 ;
- François Étienne, évêque du Vaucluse, démissionnaire ;
- Louis-Alexandre Expilly de La Poipe, évêque du Finistère, guillotiné ;
- Claude Fauchet, évêque du Calvados, guillotiné ;
- Jean-Baptiste Flavigny, évêque de la Haute-Saône, démissionnaire ;
- Bernard Font, évêque de l'Ariège, mort en 1800 ;
- Nicolas Francin, évêque de la Moselle, démissionnaire ;
- André Garnier, évêque des Hautes-Alpes, démissionnaire
- Jean-Joachim Gausserand, évêque du Tarn, démissionnaire
- Léonard Honoré Gay de Vernon, évêque de la Haute-Vienne, démissionnaire ;
- Jean-Louis Gouttes, évêque de Saône-et-Loire, guillotiné en 1794 ;
- Jean-Baptiste Graziani, évêque de la Seine-Inférieure, mort en 1799 ;
- Henri Grégoire, évêque de Loir-et-Cher, plus connu sous le nom d'abbé Grégoire ;
- Ignace François Guasco, évêque de la Corse, mort avant 1797 ;
- René Héraudin, évêque de l'Indre, mort en 1800 ;
- Marc-Antoine Huguet, évêque de la Creuse, démissionnaire, fusillé ;
- Jean-Marie Jacob, évêque des Côtes-du-Nord ;
- Nicolas Jacquemin, évêque de Cayenne et Guyane ;
- Jacques Jallet, évêque des Deux-Sèvres, démissionnaire ;
- Pierre-Mathieu Joubert, évêque de la Charente, démissionnaire ;
- Dominique Lacombe, évêque de la Gironde, évêque concordataire d'Angoulême-Périgueux ;
- Luc-François Lalande, évêque de la Meurthe ;
- Antoine-Adrien Lamourette, évêque de Rhône-et-Loire (Lyon), guillotiné ;
- François-Xavier Laurent, évêque de l'Allier, démissionnaire en 1793 ;
- Jean-Claude Leblanc de Beaulieu, évêque de la Seine-Inférieure, évêque concordataire de Soissons ;
- René Lecesve, évêque de la Vienne ;
- Jacques-André-Simon Le Fessier, évêque de l'Orne, démissionnaire en 1801 ;
- Claude Le Coz, évêque d'Ille-et-Vilaine, archevêque concordataire de Besançon ;
- Charles Le Masle, évêque du Morbihan, démissionnaire en 1801 ;
- François-Louis Lemercier, évêque du diocèse de l'Ariège, démissionnaire en 1801 ;
- Thomas Lindet, évêque de l'Eure, démissionnaire ;
- Jean-Remacle Lissoir évêque élu du département de Samaná, non sacré ;
- François Marbos, évêque de la Drôme, démissionnaire ;
- Claude Marolles, évêque de l'Aisne, démissionnaire ;
- Arbogast Martin, évêque du Haut-Rhin, mort en 1794 ;
- Jean-Baptiste Massieu, évêque de l'Oise, démissionnaire ;
- Jean-Antoine Maudru, évêque des Vosges, démissionnaire ;
- Guillaume Mauviel, évêque des Cayes et de l'Île de Saint-Domingue ;
- Jean-Joseph Mestadier, évêque des Deux-Sèvres, démissionnaire ;
- Julien Minée, évêque de la Loire-Inférieure ;
- François Xavier Moïse, évêque du Jura ;
- Jean-Guillaume Molinier, évêque des Hautes-Pyrénées, démissionnaire ;
- Joseph Monin, évêque des Ardennes, démissionnaire ;
- Charles Montault-Désilles, évêque de la Vienne, évêque concordataire d’Angers ;
- Étienne Nogaret, évêque de la Lozère, jusqu'en 1794 ;
- Pierre Pacareau, évêque de la Gironde, mort en charge ;
- François-Thérèse Panisset, évêque du Mont-Blanc ;
- Hugues Pelletier, évêque de Maine-et-Loire (Angers), démissionnaire ;
- Jean-François Périer, évêque du Puy-de-Dôme, évêque concordataire d’Avignon ;
- Nicolas Philbert, évêque des Ardennes ;
- Pierre Pontard, évêque de la Dordogne, démissionnaire ;
- Pierre-Joseph Porion, évêque du Pas-de-Calais, mort en 1797 ;
- Joseph Pouchot, évêque de l'Isère, décédé en septembre 1792 ;
- Dominique Pouderous, évêque de l'Hérault, mort en 1799 ;
- Claude Primat, évêque du Nord puis de Rhône-et-Loire, archevêque concordataire de Toulouse ;
- Jacques-Guillaume-René-François Prudhomme, évêque de la Sarthe, démissionnaire ;
- Henri Reymond, évêque de l'Isère, évêque concordataire de Dijon ;
- Jean-Joseph Rigouard, évêque du Var, mort en 1800 ;
- Isaac-Étienne Robinet, évêque de la Charente-Inférieure, mort en 1797 ;
- François-Ambroise Rodrigue, évêque de la Vendée ;
- Charles Benoît Roux, évêque des Bouches-du-Rhône, guillotiné le 5 avril 1794 ;
- Alexandre-Victor Rouanet, évêque de l'Hérault, démissionnaire ;
- François-Régis Rovère, évêque du Vaucluse, abandonne son siège après la Terreur ;
- Jean-Baptiste Royer, évêque de l’Ain puis de la Seine ;
- Barthélemy-Jean-Baptiste Sanadon, évêque des Basses-Pyrénées ;
- Jean-Baptiste Pierre Saurine, évêque des Landes, évêque concordataire de Strasbourg ;
- Jacques-Joseph Schelle, évêque du Nord, démissionne en 1801
- Philippe Charles François Seguin, évêque du Doubs ;
- Antoine Pascal Hyacinthe Sermet, évêque de la Haute-Garonne, démissionnaire ;
- Augustin Sibille, évêque de l'Aube, mort en 1798 ;
- Pierre Suzor, évêque d'Indre-et-Loire, mort en 1801 ;
- Anne-Alexandre-Marie Thibaut, évêque du Cantal, abandonne son siège ;
- Pierre Thuin, évêque de Seine-et-Marne, démissionnaire ;
- Guillaume Tollet, évêque de la Nièvre, démissionnaire ;
- Pierre Anastase Torné, évêque du Cher, résigne la prêtrise ;
- Noël-Gabriel-Luce Villar, évêque de la Mayenne, démissionnaire ;
- Jean-Baptiste de Villeneuve, évêque des Basses-Alpes, mort en 1798 ;
- Jean-Baptiste Volfius, évêque de la Côte-d'Or, démissionnaire ;
- Antoine-Hubert Wandelaincourt, évêque de la Haute-Marne.

Parmi ces évêques, douze furent postérieurement nommés et installés évêques en vertu du Concordat de 1801 entre le Saint Siège et le gouvernement de la République française.